# Enjoy Records
Enjoy Records — американський лейбл звукозапису, заснований 1962 року.
Засновником лейблу Enjoy Records став американський музичний підприємець Боббі Робінсон. В 1940-ві роки він мав власний музичний магазин в нью-йоркському Гарлемі, а у 1950-ті почав шукати талановитих музикантів та самостійно видавати їхні записи. Першими лейблами звукозапису Робінсона були Robin Records (1951), Whirlin' Disc Records (1956), Fury Records (1957) та Fire Records (1959).
На відміну від інших лейблів Робінсона, зокрема Fury / Fire Records, на яких виходили записи R&B та блюзових виконавців, заснований 1962 року лейбл звукозапису Enjoy Records був присвячений хіп-хоп-музиці. Зокрема, на ньому виходили ранні альбоми Grandmaster Flash and the Furious Five, Spoonie Gee, Treacherous Three, The Fearless Four, Funky Four Plus One, Kool Moe Dee та інших реп-виконавців. Останні альбоми вийшли на лейблі в середині 1980-х років, після чого Робінсон повернувся до керування музичним магазином Bobby's Happy House.